# Sašo Angelov
Sašo Mihajlov Angelov (in bulgaro Сашо Михайлов Ангелов?; Balgarsko Slivovo, 15 giugno 1969) è un allenatore di calcio ed ex calciatore bulgaro, di ruolo difensore.